# Sherman and Ross Block Building
Le Sherman and Ross Block Building est un bâtiment commercial américain à Montrose, au Colorado. Il est inscrit au Registre national des lieux historiques depuis le 11 avril 2003.